# L-betűs rókalepke
Az l-betűs rókalepke (Nymphalis vaualbum) a tarkalepkefélék családjába tartozó, Eurázsiában és Észak-Amerikában honos lepkefaj. 

## Megjelenése
Az l-betűs rókalepke szárnyfesztávolsága 6,4-7,8 cm. Szárnyainak felső oldala narancssárga vagy rókavörös alapszínű, nagy fekete foltokkal (ezek összterülete nagyjából megegyezik a vöröses alapszínnel). A hátulsó szárny sötétebb vörhenyes barna, belső felének dús szőrzete rezesen csillogó. Az elülső szárny fekete csúcsán és a hátulsó szárny felső szegélye alatt egy-egy nagy, kissé megnyúlt, fehér folt látható. A csipkézett szárnyszélek sárgák-halvány narancsszínűek, amit egy vékony fekete sáv, majd halványabb narancssárga foltok sora követ. A szárnyak fonákja rejtőszínű, szürkésbarnán márványozott, mintázata elszáradt levélre hasonlít. A hátsó szárnyak fonákjának közepén apró, nagy L betűre emlékeztető, fehér folt található. Változékonysága nem számottevő.
Petéje ovális, barnásszürke színű, erős hosszanti bordákkal.
Hernyója feketés- vagy barnásszürke, széles, sárgásfehér, kettős hátcsíkkal és vékony, sokágú, fekete áltüskékkel. Feje sötétbarna vagy fekete.

### Hasonló fajok
A c-betűs lepke, a kis rókalepke, a nagy rókalepke, a vörös rókalepke hasonlít rá.  

## Elterjedése
Eurázsiában fordul elő Közép- és Kelet-Európától egészen a Távol-Keletig, valamint Észak-Amerikában az USA északi és Kanada déli részein. Magyarországra inkább csak kóbor példányok jutnak el Szerbiából, esetenként néhány évre kis populációi is kialakulhatnak, de jelentős és kiterjedt állománya nem ismert.

## Életmódja
Sík- és dombvidékek erdeiben él. 
Az imágók június-júliusban kelnek ki, majd áttelelnek és a következő év tavaszán párosodnak (március-májusban figyelhetők meg). A nőstény nagy csomókban rakja le petéit a tápnövény levelére. A kikelt hernyók együtt maradnak, csapatosan táplálkoznak, elsősorban különféle fűz- (Salix spp.), szil- (Ulmus spp.), nyír- (Betula spp.), nyárfajok (Populus spp.) levelein.  
Magyarországon 1993 óta védett, természetvédelmi értéke 50 000 Ft.

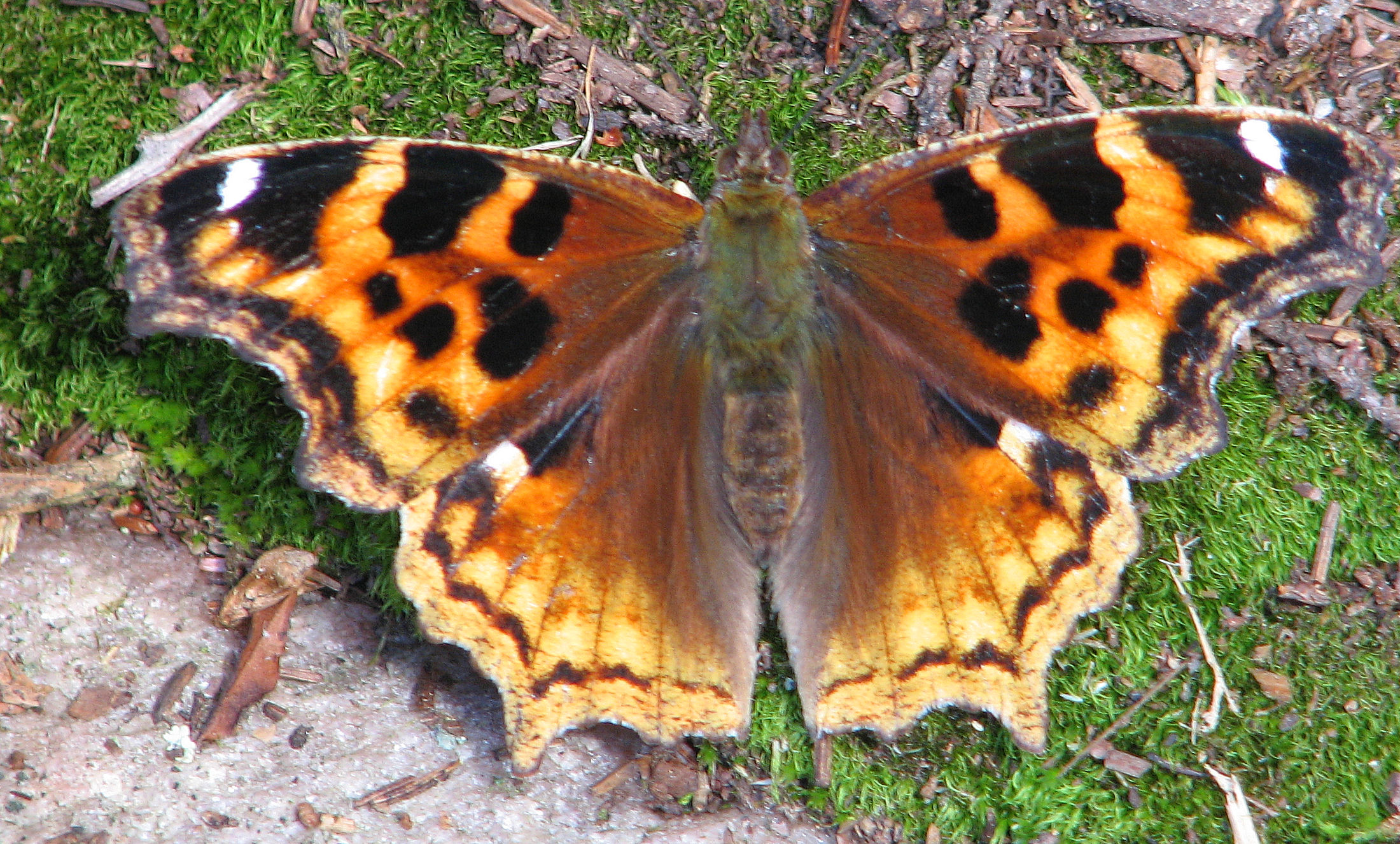
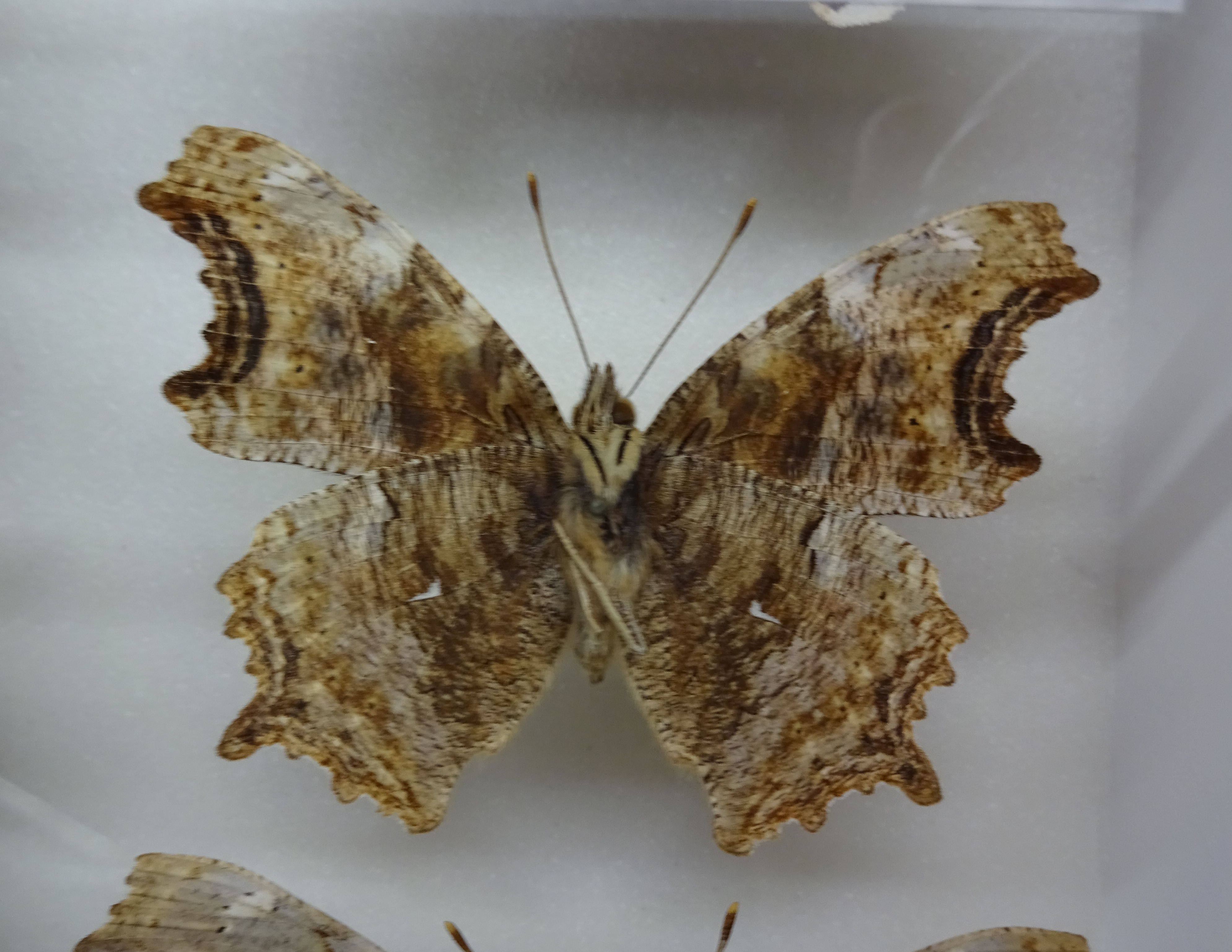
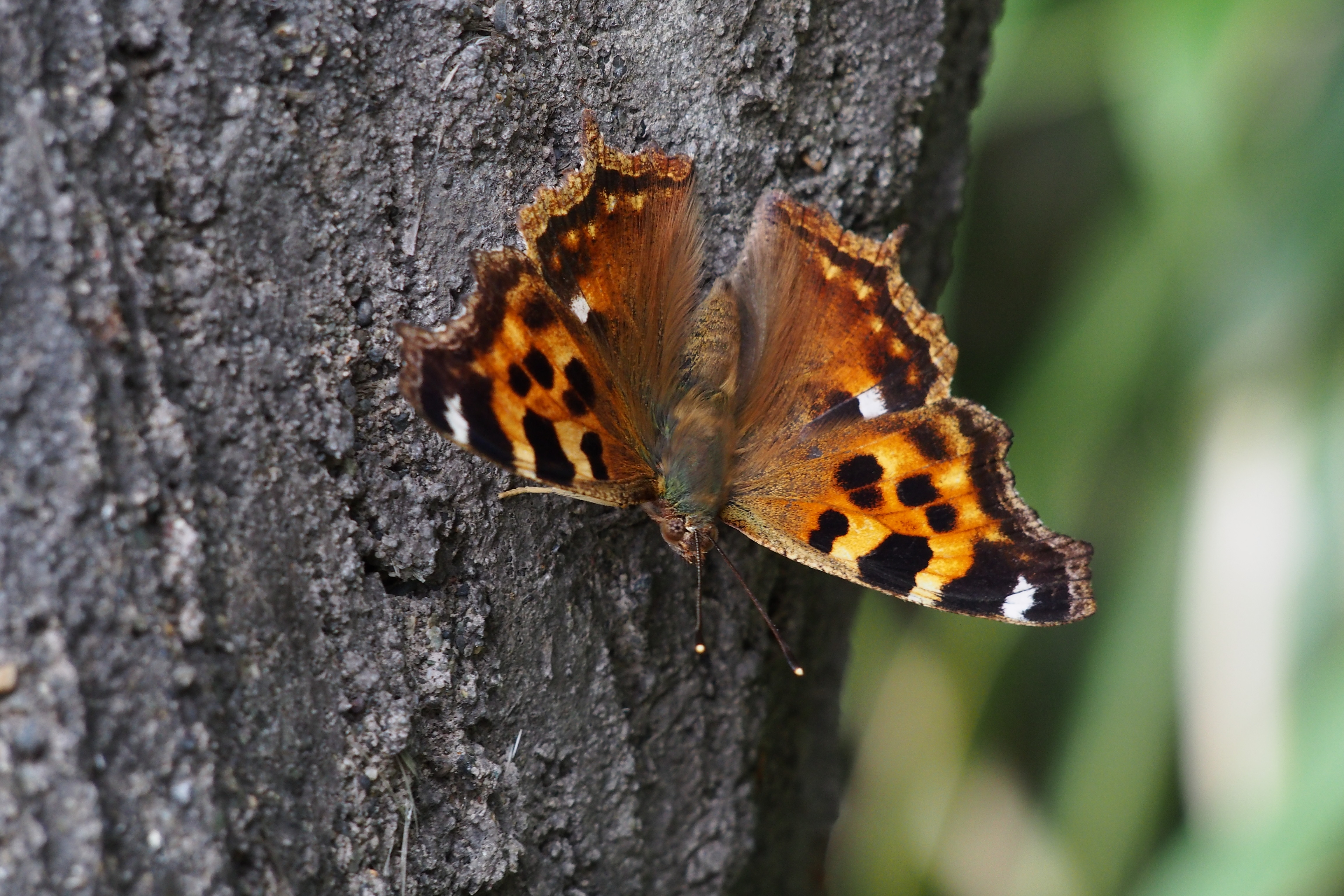
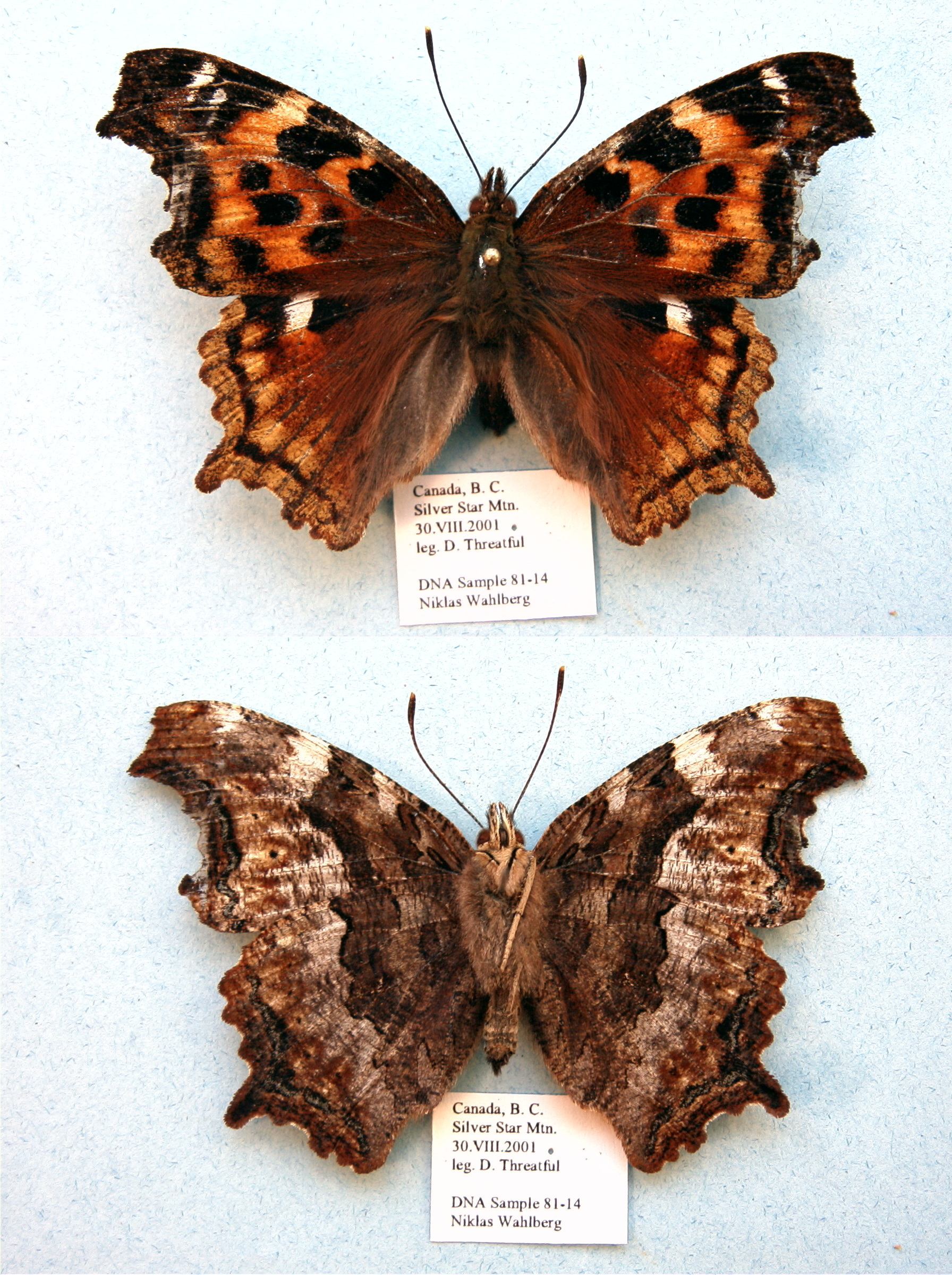
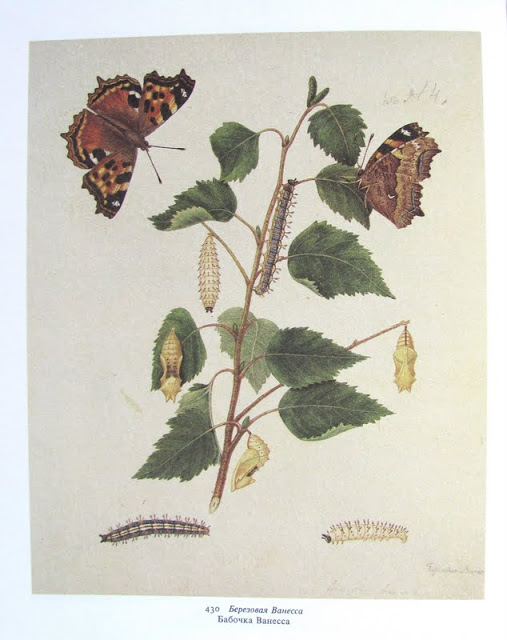